# 富蘭克林森特 (新澤西州)
富蘭克林森特（英語：Franklin Center）是位於美國新澤西州薩默塞特縣的普查規定居民點。

## 人口
根據2020年美國人口普查的數據，富蘭克林森特的面積為17.37平方千米，當中陸地面積為17.08平方千米，而水域面積為0.29平方千米。當地共有人口6803人，而人口密度為每平方千米391.65人。